# Juli 2003
Portal Geschichte | Portal Biografien | Aktuelle Ereignisse | Jahreskalender | Tagesartikel

◄ |
20. Jahrhundert |
21. Jahrhundert

◄ |
1970er |
1980er |
1990er |
2000er
| 2010er | 2020er | 2030er | ►

◄ |
1999 |
2000 |
2001 |
2002 |
2003
| 2004 | 2005 | 2006 | 2007 | ►

◄ |
April 2003 |
Mai 2003 |
Juni 2003 |
Juli 2003 |
August 2003 |
September 2003 |
Oktober 2003 |
►
Dieser Artikel behandelt tagesbezogene Nachrichten und Ereignisse im Juli 2003.

## Tagesgeschehen

### Dienstag, 1. Juli 2003
- Berlin/Deutschland: Die Unionsparteien fordern vor der Aussage des Bundeskanzlers Gerhard Schröder (SPD) vor dem „Lügenausschuss des Bundestags“ die Freigabe von Akten durch das Bundeskanzleramt. Die Union beanstandet Wahlfälschung wegen Falschaussagen der SPD über die Situation des Bundeshaushalts.[1]
- Brüssel/Belgien: Die Gebühren für grenzüberschreitende Überweisungen innerhalb der Europäischen Union sinken. Überweisungen bis zu einem Betrag von 12.500 Euro, die mittels IBAN und BIC abgewickelt werden, dürfen nicht mit höheren Gebühren verbunden sein als inländische Überweisungen desselben Betrags.
- Ecuador: An der Grenze zu Peru entdecken Forscher die Reste einer über 4.000 Jahre alten Kultur.
- Hongkong/China: Mehrere hunderttausend Menschen kommen in der Sonderverwaltungszone am sechsten Jahrestag der Übergabe der ehemaligen britischen Kolonie an die Volksrepublik China zu einer Demonstration zusammen. In der Kritik steht ein geplantes neues Sicherheitsgesetz, das die Bürgerrechte einschränken würde, außerdem befindet sich die Wirtschaft Hongkongs im Abschwung.[2][3]
- Israel: Ministerpräsident Ariel Scharon erlässt dem „ehemaligen Terroristen“ und Friedensnobelpreisträger des Jahres 1994 Jassir Arafat die Auflage, vor Reisen in den Gazastreifen das Einverständnis Israels einzuholen. Völlige Reisefreiheit innerhalb der Palästinensischen Autonomiegebiete erhält Arafat nicht.
- Rom/Italien: Italien übernimmt von Spanien den Vorsitz im Rat der Europäischen Union. Das Amt des Regierungschefs der Europäischen Gemeinschaften erhält Silvio Berlusconi, der sein Unbehagen über eine zu dominante Rolle Deutschlands in der Staatengemeinschaft mitteilt.[4]
- Vereinigtes Königreich: Ingenieure weisen darauf hin, dass das Vereinigte Königreich ohne Investitionen ungefähr ab dem Jahr 2020 Probleme mit der Energieversorgung haben werde. Die technische Infrastruktur auf der Insel Großbritannien sei zur Vorhaltung einer Erdgas-Menge fähig, die schon bald dem Verbrauch binnen 48 Stunden entsprechen werde. Die Ingenieure fordern neue Konzepte für länger verfügbare Reserven.

### Mittwoch, 2. Juli 2003
- Berlin/Deutschland: Die Deutsche Bahn kehrt zu der alten Bahncard zurück. Die Fahrpreisermäßigung für Inhaber soll wieder 50 % betragen.
- Coburg/Deutschland: Beim Amoklauf eines Achtklässlers wird eine Lehrerin angeschossen. Der Täter erschießt sich anschließend selbst. Die Lehrerin ist am Ende des Tages nicht in Lebensgefahr.
- Prag/Tschechische Republik: Das Internationale Olympische Komitee gibt bekannt, dass Vancouver in Kanada die Olympischen Winterspiele 2010 austragen wird.
- Straßburg/Frankreich: Der Abgeordnete des Parlaments der Europäischen Union Martin Schulz (SPD) kritisiert Italiens Regierungschef Silvio Berlusconi für negative Äußerungen aus dem Mund seines Ministers Umberto Bossi über afrikanische Migranten. Berlusconi erwidert, er werde Schulz „für den Kapo“ in einem Film über Konzentrationslager vorschlagen, der gerade in Italien in Arbeit sei.[5]
- Uganda: Für die Bundeswehr startet eine Mission im Konflikt in der Republik Kongo. Von Uganda aus leistet Deutschland bis zum 1. September logistische Unterstützung für Truppen aus Mitgliedstaaten der Europäischen Union, die in der Republik Kongo operieren.

### Donnerstag, 3. Juli 2003

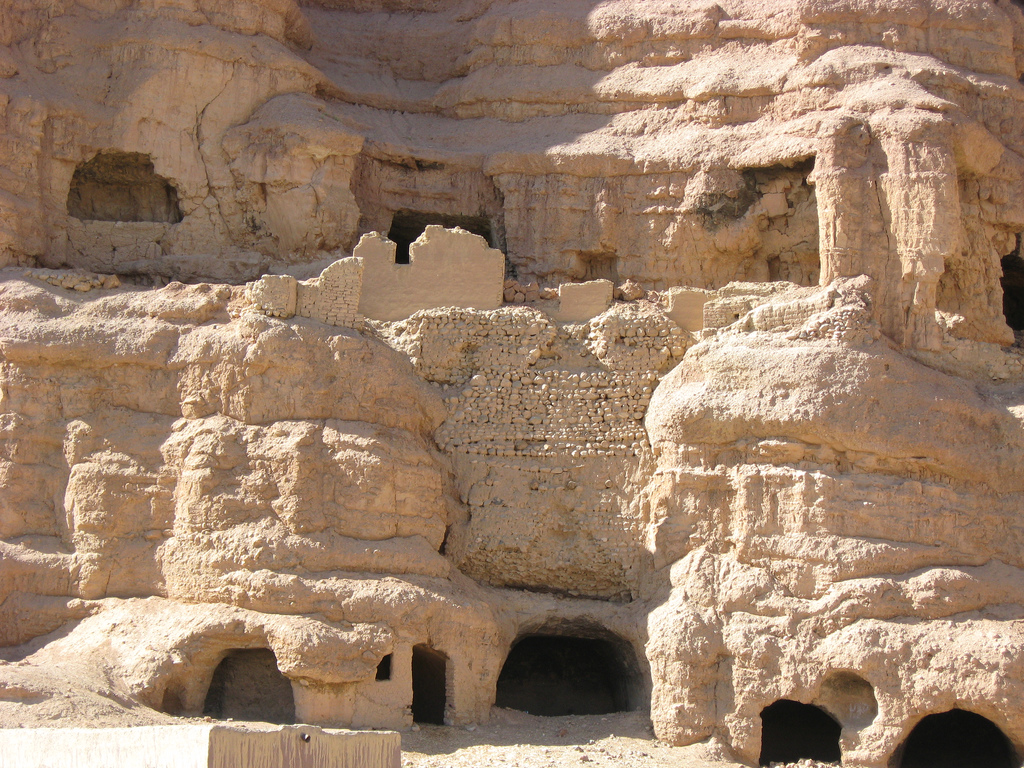
Ehemals von Mönchen genutzte Höhlenwohnungen im Bamiyan-Tal, Afghanistan

- Bagdad/Irak: Erstmals wird der Öffentlichkeit der im Nationalmuseum gelagerte Goldschatz von Nimrud aus dem 9. Jahrhundert v. Chr. präsentiert.
- Liberia: Die Drohung von US-Präsident George W. Bush gegen Liberias Präsidenten Charles Taylor, er werde Elitesoldaten in das Bürgerkriegsland schicken, veranlasst Taylor zu dem Angebot, sich bis spätestens Oktober außer Landes zu begeben. Er fügt hinzu, dass dadurch die Kampfhandlungen nicht enden würden.
- München/Deutschland: Die französische Regisseurin Marceline Loridan-Ivens wird mit dem Bernhard-Wicki-Filmpreis für ihren autobiographischen Film Birkenau und Rosenfeld ausgezeichnet.
- Paris/Frankreich: Die United Nations Educational, Scientific and Cultural Organization nimmt das Bamiyan-Tal in Afghanistan und die antike assyrische Hauptstadt Aššur im Irak in ihre Liste des gefährdeten Weltkulturerbes auf.

### Freitag, 4. Juli 2003
- Bremen/Deutschland: Die Abgeordneten der Bürgerschaft wählen Henning Scherf (SPD) erneut zum Bürgermeister des Landes Bremen und der Stadt selbst. Scherf übernahm diese Ämter 1995 von seinem Parteikollegen Klaus Wedemeier.[6]
- Paris/Frankreich: Die United Nations Educational, Scientific and Cultural Organization erklärt weitere 24 Kultur- und Naturstätten zum Welterbe, darunter das Tessiner Bergmassiv Monte San Giorgio. Damit gelten 754 Stätten weltweit als besonders schützenswert.
- Quetta/Pakistan: Bewaffnete Angreifer dringen in eine schiitische Moschee ein und töten mindestens 32 Menschen, 52 weitere werden verletzt.
- Sulaimaniyya/Irak: Im Norden des Irak nehmen US-Soldaten der 173. Luftlandebrigade mehrere Angehörige der Türkischen Streitkräfte fest. Sie werden mit Säcken über den Köpfen zum Verhör abgeführt.

### Samstag, 5. Juli 2003
- Ankara/Türkei: Bei der Explosion einer Tankstelle in der türkischen Hauptstadt werden mehr als 120 Menschen verletzt.
- Kuwait/Kuwait: Die Parlamentswahlen finden statt.
- London/Vereinigtes Königreich: Die amerikanische Titelverteidigerin Serena Williams gewinnt das Damen-Einzel-Turnier der Wimbledon Championships im Tennis gegen ihre Schwester Venus Williams.[7]
- Moskau/Russland: Bei der Explosion einer Bombe im Eingangsbereich des Tuschino-Flugplatzes werden mindestens 15 Menschen getötet. Auf dem Flugplatz findet zu diesem Zeitpunkt ein Freiluftkonzert statt.

### Sonntag, 6. Juli 2003
- Ajaccio/Frankreich: Die Korsen stimmen in einem Referendum gegen eine begrenzte Autonomie der Insel. 51 % lehnen die von der konservativen Regierung in Paris erarbeiteten Vorschläge ab.
- Bochum, Düsseldorf/Deutschland: Die Koalitionskrise in Nordrhein-Westfalen endet, als SPD und Bündnis 90/Die Grünen auf Sonderparteitagen in Bochum und Düsseldorf ein Kompromisspapier bestätigen, das in den letzten Wochen ausgehandelt wurde.
- London/Vereinigtes Königreich: Roger Federer aus der Schweiz gewinnt das Herren-Einzel-Turnier der Wimbledon Championships im Tennis durch einen Sieg gegen Mark Philippoussis aus Argentinien in drei Sätzen.[8]
- Mexiko-Stadt/Mexiko: Die Abgeordnetenhauswahlen finden statt.
- München/Deutschland: Der Bayerische Ministerpräsident Edmund Stoiber (CSU) äußert sich positiv zu den Plänen der rot-grünen Bundesregierung für eine Steuerreform.
- Nouakchott/Mauretanien: Sghaïr Ould M'Bareck wird zum Ministerpräsidenten von Mauretanien ernannt.

### Montag, 7. Juli 2003
- Washington, D.C./Vereinigte Staaten: Das Weiße Haus bestätigt offiziell die weit verbreitete Vermutung, dass der Krieg gegen den Irak auch mit Falschinformationen begründet wurde. Regierungskreise sollen davon seit Monaten Kenntnis haben, US-Präsident George W. Bush trage keine Schuld.

### Dienstag, 8. Juli 2003
- Singapur/Singapur: Die 29-jährigen siamesischen Zwillingsschwestern Ladan und Laleh Bijani versterben einen Tag nachdem ihre Köpfe durch eine Operation getrennt werden, an Kreislaufversagen in Folge des hohen Blutverlusts während der Operation.
- Frankfurt am Main/Deutschland: Der Rechtsanwalt und TV-Moderator Michel Friedman akzeptiert eine Strafzahlung in Höhe von 17.000 Euro wegen des Besitzes von Kokain und legt sein Amt als Vizepräsident des Zentralrats der Juden in Deutschland nieder.
- Hamburg/Deutschland: Die Internet-Suchmaschine Google startet ein deutschsprachiges Nachrichtenportal, dessen Inhalte automatisch aus über 700 Nachrichtenquellen generiert werden. Google möchte selektive Portale dieser Art in den Amtssprachen fast aller Staaten der Welt anbieten, ob es auch Versionen mit einem österreichischen und einem Schweizer Schwerpunkt geben wird, ist noch nicht entschieden.[9]
- Sudan: Eine Boeing 737 (Sudan-Airways-Flug 139) stürzt kurz nach dem Start in Bur Sudan an der Küste des Roten Meers ab. 116 Menschen an Bord kommen ums Leben. Ein zweijähriges Kind überlebt das Unglück.

### Mittwoch, 9. Juli 2003
- Bagdad/Irak: Das US-Militär verhaftet den ehemaligen Funktionär der Baath-Partei Misban Chudr Hadi.[10]
- Berlin/Deutschland: Bundeskanzler Gerhard Schröder (SPD) sagt seinen Italienurlaub aufgrund einer Äußerung des italienischen Tourismus-Staatssekretärs Stefano Stefani ab. Stefani bezeichnete Deutsche als „lärmenden und rülpsenden Pöbel, besoffen vor arroganter Selbstsicherheit“. Beobachter werten die Aussagen als Versuch, das italienische Volk über Populismus stärker an die Person Berlusconi zu binden.
- Dhaka/Bangladesch: Die überladene Fähre MV Nasrin-1 mit mehr als 750 Personen an Bord sinkt. Nur 150 Menschen gelingt die Rettung.
- Japan: 800.000 Behördenrechner werden auf das Open-Source-Betriebssystem Linux umgestellt.[11]
- Recklinghausen/Deutschland: Die Umstände des tödlichen Fallschirmsprungs des ehemaligen deutschen Vizekanzlers Jürgen Möllemann (FDP) bleiben unklar. Ob es sich um einen Freitod oder um ein Unglück handelte, bleibe „völlig offen“, so der zuständige Oberstaatsanwalt Wolfgang Reinicke. Ausgeschlossen sei allein Fremdverschulden.

### Donnerstag, 10. Juli 2003
- Brüssel/Belgien: Hochrangige Politiker der Europäischen Union unterzeichnen den Textentwurf für die Verfassung der Staatengemeinschaft.
- Hongkong/China: Bei einem Busunglück kommen 22 Menschen ums Leben.
- Moskau/Russland: Bei einem Selbstmordattentat wird vor einem Restaurant ein Geheimdienstmitarbeiter getötet.
- Wolfsburg/Deutschland: Der Kfz-Hersteller Volkswagen AG gibt die Einstellung der Produktion des VW Käfers bekannt. Das Modell wird zurzeit im mexikanischen Puebla hergestellt und findet immer weniger Interessenten.

### Freitag, 11. Juli 2003
- Berlin/Deutschland: Die Mitglieder des Bundesrats stimmen den Verträgen zur sogenannten „Ost-Erweiterung“ der Europäischen Union zu.
- Berlin/Deutschland: Der Bundesrat verabschiedet das an die neue Informations- und Kommunikationstechnik angepasste Urheberrechtsgesetz. Es verbietet u. a. das Kopieren von offensichtlich illegal erstellten oder angebotenen Medien. Zudem stimmt der Bundesrat einem Gesetz zu, nach dem telefonische Verbindungen zu Service-Rufnummern ein Kostenlimit von 2 Euro pro Minute erhalten und nach maximal einer Stunde getrennt werden müssen.
- Irak: Die Non-Profit-Organisation Greenpeace stellt fest, dass die Region um die kerntechnische Anlage Tuwaitha radioaktiv verseucht ist.[12]
- Rom/Italien: Der Tourismus-Staatssekretär Stefano Stefani tritt zurück. Seine umstrittenen Äußerungen über deutsche Touristen („rülpsender Pöbel“) führten zu heftiger Kritik.
- Vereinigte Arabische Emirate: Der ehemalige Informationsminister des Irak Muhammad as-Sahhaf verlässt sein Heimatland und sieht seine Zukunft in den Vereinigten Arabischen Emiraten.

### Samstag, 12. Juli 2003
- Berlin/Deutschland: Im 15. Jahr des Techno-Raves Loveparade sinkt die Zahl der Teilnehmer auf 550.000.
- Maputo/Mosambik: Die Mitgliedstaaten der Afrikanischen Union gründen eine militärische Eingreiftruppe, die ein schnelles Ende bewaffneter Konflikte auf dem Kontinent erzwingen soll, und befürworten außerdem die Idee eines afrikanischen Friedens- und Sicherheitsrats nach Vorbild der Vereinten Nationen.
- Palma de Mallorca/Spanien: Die Regierung der Autonomen Gemeinschaft Balearische Inseln legt einen Gesetzesentwurf zur Abschaffung der Umweltschutzabgabe auf den Inseln vor. Das Regionalparlament soll im Herbst darüber abstimmen.[13]
- Vereinigte Staaten: CIA-Chef George Tenet übernimmt die Verantwortung für die Weitergabe einer Falschinformation an US-Präsident George W. Bush, der vor dem Irakkrieg angebliche Uranlieferungen aus dem Niger in den Irak als Beweis für irakische Kernwaffenpläne darstellte und so die öffentliche Meinung über die Notwendigkeit eines Kriegs stark beeinflusste.
- Wolfsburg/Deutschland: Die Stadtverwaltung will vom 25. August bis zum 10. Oktober Wolfsburg als „Golfsburg“ bezeichnen und mit diesem PR-Beitrag die Einführung der neuen Version des Modells Golf des Kfz-Herstellers Volkswagen unterstützen. „Eine Geste der Sympathie gegenüber VW“, so der Oberbürgermeister.

### Montag, 14. Juli 2003
- Kuba: Regimegegner versuchen, ein Schiff zu entführen. Drei Entführer werden dabei erschossen und ein Elfjähriger wird durch einen Kopfschuss schwer verletzt.

### Dienstag, 15. Juli 2003
- Kassel/Deutschland: Für den Versuch, eine seiner Nieren über das Internet zu verkaufen, wird ein 48-jähriger zu zwei Jahren Freiheitsstrafe auf Bewährung verurteilt.[14]
- Lima/Peru: Der Wintereinbruch mit den tiefsten Temperaturen seit 40 Jahren (bis −23 °C) fordert mindestens 60 Todesopfer.
- Tel Aviv/Israel: Vor einem Strandrestaurant ersticht ein Palästinenser einen Israeli und verletzt zwei weitere. Er gibt an, Mitglied der Terrororganisation „al-Aqsa-Märtyrerbrigaden“ zu sein, die den Waffenstillstand mit Israel vom 29. Juni nicht unterzeichnet haben.
- Washington, D.C./Vereinigte Staaten: Die Verbreitung von Falschinformationen über ein mutmaßliches irakisches Kernwaffenprogramm ist eine der Ursachen, die heute zum Austausch des Sprechers des Weißen Hauses Ari Fleischer gegen Scott McClellan führen.
- Zermatt/Schweiz: Wegen Steinschlags müssen am Matterhorn 90 Alpinisten evakuiert werden. Das Besteigen des Bergs wird bis auf Weiteres untersagt.

### Mittwoch, 16. Juli 2003
- Bagdad/Irak: Ein weiterer US-Soldat stirbt bei einem Bombenanschlag. Die Zahl der amerikanischen Todesopfer seit dem offiziellen Ende der Invasion am 1. Mai steigt damit auf 33.
- Bordeaux/Frankreich: Bei Unwettern im französischen Süden und Westen kommen mindestens vier Menschen ums Leben, neun weitere werden schwer verletzt.
- Israel: Der nordirische Journalist Seán Ó Muireagáin wird festgenommen. Die israelischen Behörden werfen ihm vor, Mitglied der Terrororganisation IRA zu sein. Der Festgenommene bestreitet die Vorwürfe. Das Vereinigte Königreich reagiert verstimmt. Offenbar lag der Festnahme eine Verwechslung mit einem gleichnamigen IRA-Terroristen zugrunde.

### Donnerstag, 17. Juli 2003
- Deutschland: Der katholische Priester Gotthold Hasenhüttl wird vom Dienst suspendiert, weil er in einer Messfeier Protestanten zur Kommunion einlud.
- Hamburg/Deutschland: Das Walross Antje, Maskottchen des Norddeutschen Rundfunks, stirbt im Alter von 27 Jahren im Tierpark Hagenbeck.
- Köln/Deutschland: Der Rundfunkveranstalter VIVA will seine Präsenz in Berlin stärken und wird die Musikmesse Popkomm in Zukunft dort anstatt in Köln ausrichten.
- Salzburg/Österreich: Eine 250-kg-Fliegerbombe aus dem Zweiten Weltkrieg explodiert während des Entschärfungsversuchs und tötet zwei Menschen.
- Santa Monica/Vereinigte Staaten: Ein 86 Jahre alter Mann fährt mit hoher Geschwindigkeit in einen Straßenmarkt. Acht Marktbesucher werden getötet und 15 weitere schwerverletzt.
- São Tomé/São Tomé und Príncipe: Einen Tag nach dem Putsch gegen die Regierung kündigen die neuen Machthaber Neuwahlen an.
- Seoul/Südkorea: An der Grenze zwischen Nord- und Südkorea fallen Schüsse. Die südkoreanische Seite berichtet später, dass es keine Verletzten gab, von nordkoreanischer Seite ist keine Stellungnahme bekannt.

### Freitag, 18. Juli 2003
- Vereinigtes Königreich: Der Mikrobiologe David Kelly wird tot aufgefunden. Er war Informant des Rundfunkveranstalters BBC in der Affäre um die Irak-Dossiers der britischen Regierung.

### Samstag, 19. Juli 2003
- Nürnberg/Deutschland: Der CSU-Vorsitzende und Bayerische Ministerpräsident Edmund Stoiber erhält bei seiner zweiten Wiederwahl als Parteivorsitzender fast 97 % Zustimmung von den Delegierten des Parteitags.[15]
- London/Vereinigtes Königreich: Laut Polizei beging der gestern aufgefundene britische Biowaffenexperte David Kelly Suizid.

### Sonntag, 20. Juli 2003
- Berlin/Deutschland: Das feierliche Gelöbnis von Rekruten der Bundeswehr geht im Bezirk Mitte ohne größere Zwischenfälle über die Bühne. Bei der Feier im Zeichen der deutsch-französischen Freundschaft sind Bundesverteidigungsminister Peter Struck (SPD) und seine französische Kollegin Michèle Alliot-Marie anwesend.
- Dortmund/Deutschland: Bei einem Bungee-Sprung vom Florianturm im Westfalenpark verunglückt ein 31-jähriger Mann. Das Bungee-Seil riss aus bisher noch ungeklärter Ursache.
- Sinsheim/Deutschland: Im Technikmuseum trifft am frühen Morgen vom Baden-Airport kommend ein Transport mit einem der fünf Überschallflugzeuge Concorde ein, die die Fluggesellschaft Air France im Mai außer Dienst stellte.

### Montag, 21. Juli 2003

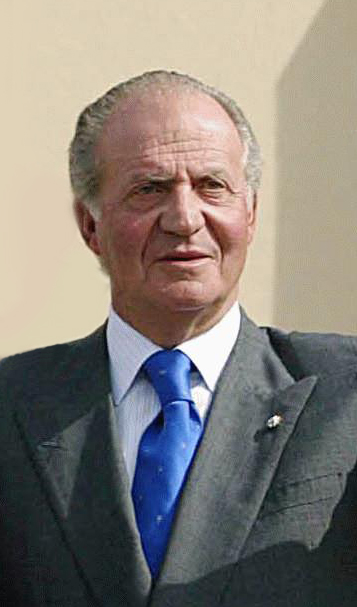
Juan Carlos I.

- Cowes/Vereinigtes Königreich: In der Regatta um den Admiral’s Cup des Royal Ocean Racing Clubs siegt der australische Royal Prince Alfred Yacht Club mit dem Schiff Wild Oats unter Führung von Bob Oatley vor dem spanischen Real Club Nautico de San Genjo mit dem Skipper König Juan Carlos.[16][17]
- Frankfurt am Main/Deutschland: Klaus Zwickel tritt wenige Wochen vor dem Ende seiner zehnjährigen Amtszeit vom Vorsitz der Gewerkschaft IG Metall zurück.
- Mallorca/Spanien: Das Stromnetz bricht am Abend wegen Überlastung zusammen. Erst nach zwölf Stunden fließt wieder Strom.
- Xinan/China: Ein Erdbeben der Stärke 6,2 MW im Südwesten Chinas verursacht den Tod von zwölf Menschen und führt zu geschätzt 200 Verletzten sowie etwa 800 zerstörten Häusern.

### Dienstag, 22. Juli 2003
- Costa Blanca/Spanien: Die Explosion von zwei Bomben verletzt 13 Personen. Die baskische Terrororganisation ETA platzierte die Sprengkörper in zwei Hotels.
- Mossul/Irak: In einem Feuergefecht in einer Villa werden Udai und Qusai Hussein erschossen. Ihr Vater Saddam regierte den Irak bis vor wenigen Wochen.
- Paris/Frankreich: Im Eiffelturm bricht auf der höchsten Etage nach einem Kurzschluss Feuer aus. Die Feuerwehr löscht den Brand binnen einer Stunde.
- Wiesbaden/Deutschland: Nach Angaben des Statistischen Bundesamtes starben im Straßenverkehr 576 Menschen im Mai 2003, im Schnitt 18 Menschen pro Tag.

### Mittwoch, 23. Juli 2003
- São Tomé/São Tomé und Príncipe: Das Parlament verabschiedet eine Amnestie für die Putschisten, die letzte Woche den Präsidenten stürzten. Dieser ist inzwischen zurückgekehrt.

### Donnerstag, 24. Juli 2003
- Marburg/Deutschland: Ein Sprecher der Staatsanwaltschaft teilt mit, dass ein Internet-Tauschring für Kinder- und Tierpornos ausgehoben wurde. Bei der Überprüfung von 34 Personen in elf Bundesländern fanden die Behörden mehrere hunderttausend belastende Fotos und Videos.

### Freitag, 25. Juli 2003

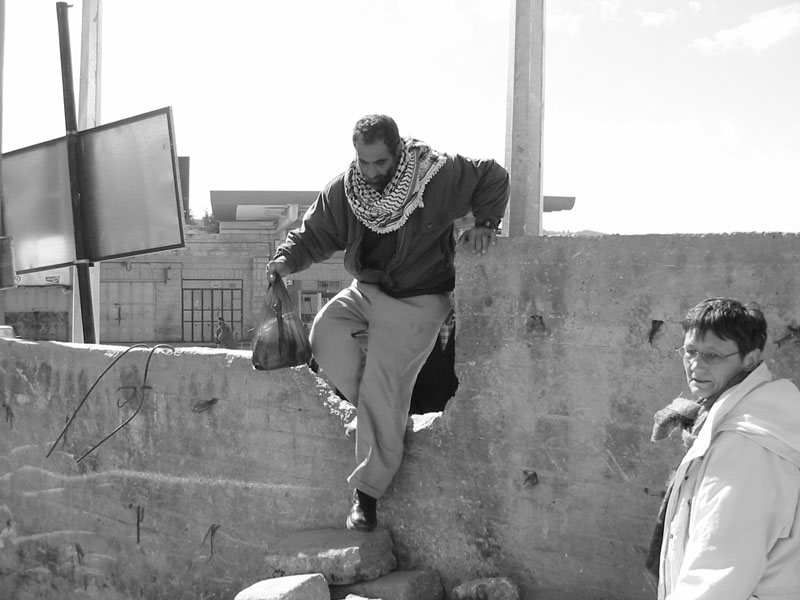
Ein Palästinenser steigt über die Grenze zwischen Israel und den von Israel besetzten Gebieten

- Estella-Lizarra/Spanien: Bei der Explosion einer Bombe vor einem Gerichtsgebäude werden zwei Personen leicht verletzt. Die Terrororganisation ETA ist Urheber des Anschlags.
- Washington, D.C./Vereinigte Staaten: Der Ministerpräsident der Palästinensischen Autonomiebehörde Mahmud Abbas trifft zu einem Staatsbesuch in den Vereinigten Staaten ein. Er übernahm sein jetziges Amt erst im März dieses Jahres, nachdem Israel und die Vereinigten Staaten den Leiter der Behörde Jassir Arafat als „Hindernis im Friedensprozess im Nahen Osten“ ausgemacht hatten. Abbas fordert von Israel u. a. das Ende der baulichen Absperrung des Westjordanlands und die Beseitigung israelischer Siedlungen in den Palästinensische Autonomiegebieten.[18]

### Samstag, 26. Juli 2003
- Baquba/Irak: Bei Guerilla-Aktionen gegen die Alliierten sterben nördlich von Bagdad drei Soldaten der Streitkräfte der Vereinigten Staaten bei einem Granatenangriff und ein weiterer kommt westlich von Bagdad ums Leben. Vier US-Soldaten werden verletzt.
- Miyagi/Japan: Eine Serie schwerer Erdbeben im Norden Japans führt zu Milliardenschäden und mehreren hundert Verletzten.

### Sonntag, 27. Juli 2003
- Barcelona/Spanien: Die 10. Schwimmweltmeisterschaften der FINA gehen zu Ende. Die Deutsche Hannah Stockbauer gewinnt jeweils Gold über 400, 800 und 1500 Meter Freistil und der Deutsche Thomas Rupprath in Weltrekordzeit über 50 Meter Rücken.[19]
- Manila/Philippinen: Soldaten besetzen ein Einkaufszentrum und ein angrenzendes Hotel, legen Sprengstoff aus und nehmen Geiseln; darunter ist auch der australische Botschafter. Die Angreifer fordern den Rücktritt der Präsidentin Gloria Macapagal Arroyo. Sie werden ohne Personenschäden überwältigt.
- Paris/Frankreich: Der US-Straßenradsportler Lance Armstrong gewinnt mit einer Minute Vorsprung auf den Deutschen Jan Ullrich zum fünften Mal in Folge das Etappenrennen Tour de France. Die Schlussetappe gewinnt Jean-Patrick Nazon aus Frankreich.
- Phnom Penh/Kambodscha: In Kambodscha finden Parlamentswahlen statt.

### Montag, 28. Juli 2003
- Frankfurt am Main/Deutschland: Das Landgericht verurteilt Magnus Gäfgen, den Mörder des elfjährigen Bankiersohns Jakob von Metzler, zu einer lebenslangen Freiheitsstrafe.
- Hebei/China: Bei einer Explosion in einer Feuerwerksfabrik in der Stadt Wangkou werden 29 Personen getötet und mindestens 100 weitere verletzt.[20]

### Dienstag, 29. Juli 2003
- Korsika, Var/Frankreich: Im Maurenmassiv und auf Korsika fordern Waldbrände fünf Todesopfer. Im Département Var vernichteten die Flammen in diesem Monat circa 20.000 ha Wald.[21]

### Mittwoch, 30. Juli 2003

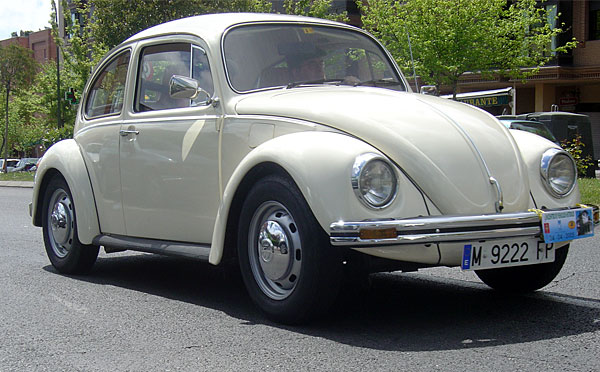
VW Käfer

- Puebla/Mexiko: Ein pastellfarbener VW Käfer läuft als letztes Fabrikat der Serie Última Edición vom Band und markiert das Ende der 80 Jahre laufenden Herstellung von circa 21,5 Millionen Exemplaren des Modells, die in Deutschland bereits 1978 eingestellt wurde. Für den letzten seiner Art ist ein Platz in der Wolfsburger Sammlung der Volkswagen AG reserviert.[22]

### Donnerstag, 31. Juli 2003
- Vatikanstadt: Anlässlich der Öffnung der Ehe für Homosexuelle in Kanadas Provinz Ontario spricht sich der Heilige Stuhl gegen die Legalisierung gleichgeschlechtlicher Ehen aus und weist Juristen katholischen Glaubens darauf hin, dass entsprechende Bestrebungen mit Widerstand zu beantworten seien. Der kanadische Premierminister Jean Chrétien und sein designierter Nachfolger Paul Martin, beides Katholiken, betonen später am Tag noch einmal, dass die Trennung von Staat und Kirche auch in dieser Angelegenheit gelte.[23]

## Weblinks

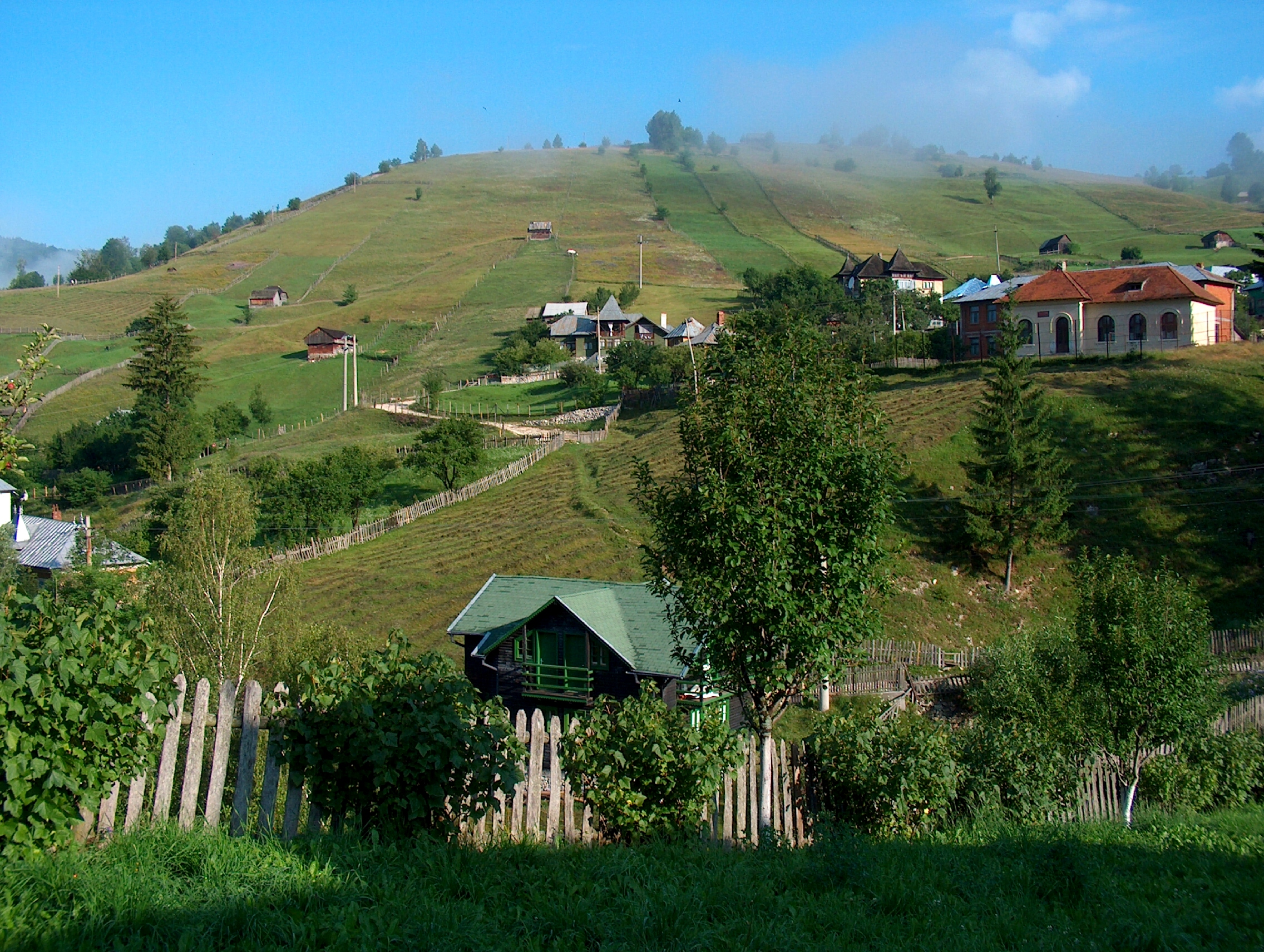
Rumänien im Juli 2003